# Arkadelphia
Arkadelphia è una località degli Stati Uniti d'America, capoluogo della contea di Clark, nello Stato dell'Arkansas.

## Etimología
Il nome della città è formato dalla combinazione di Ark- iniziali del nome dello Stato, e -Adelphia, in greco fratello o luogo.

## Storia
La città fu fondata intorno al 1809 da John Hemphill, lavoratore di una salina vicino all'attuale posizione della città. È stata conosciuta come Blakelytown fino al 1839, quando ha adottato il nome attuale.

## Geografia fisica
Arkadelphia si trova alle coordinate 34°07′18″N 93°03′58″W. 
Arkadelphia ha una superficie totale di 18,89 km² dei quali 18.8 sono di terra ferma e 0,09 km² sono di acqua.
La città si trova ai piedi delle montagne di Ouachita. È sede di due università: Henderson State University e Ouachita Baptist University.

## Società

### Evoluzione demografica
Secondo il censimento del 2010, c'erano 10.714 persone che vivevano in Arkadelphia. La densità di popolazione era di 567,14 ab./km². Dei 10.714 abitanti, Arkadelphia era composta da 65,52% bianchi, 30,28% erano afroamericani, 0,49% erano nativi americani, 0,79% erano asiatici, il 0,03% erano delle isole del Pacifico, il 1,26% da altre razze.